# Oltre l'amore (film 1940)
Oltre l'amore è un film del 1940 diretto da Carmine Gallone.

## Trama

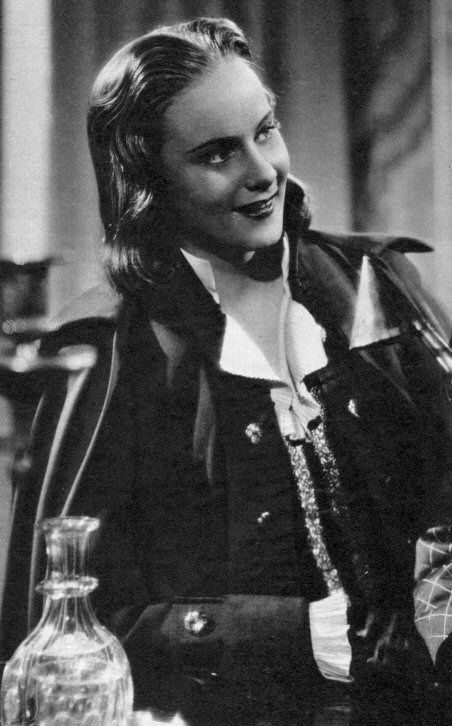
Alida Valli in una foto di scena del film

Ambientato nello Stato Pontificio nella prima metà dell'800, tratta della figura della nobildonna romana Vanina Vanini e del suo amore segreto corrisposto per il carbonaro Pietro Mirilli. Quest'ultimo, considerati i suoi impegni nella lotta clandestina, decide di abbandonare la giovane innamorata, la quale peraltro è disposta comunque a sposarlo.
Vanina rimasta solo non riesce a uscire dalla sua disperazione e tenta in tutti i modi di ricongiungersi con il suo compagno, sino a denunciare i carbonari al Cardinale di Romagna, facendone i nomi, escluso quello di Pietro, e indicando il nascondiglio in cui si riuniscono. Pietro, conosciuta la delazione di Vanina, la scaccia.
Solo allora Vanina comprende la gravità del suo gesto e decide di unirsi ai carbonari partecipando anche ad azioni di combattimento in una delle quali rimane ferita. Questo riavvicinerà i due giovani per sempre.

## Produzione
Il film, tratto liberamente dal racconto Vanina Vanini (1829) di Stendhal, fu prodotto dalla Grandi Film Storici. Venne girato nella primavera del 1940 a Cinecittà per gli interni, e nei dintorni di Roma per gli esterni. Le musiche furono eseguite dall'Orchestra del Teatro Reale dell'Opera di Roma. Il film fu presentato il 2 settembre del 1940 a Venezia durante l'8ª Mostra del Cinema. In precedenza era stato preannunciato più volte che il titolo definitivo del film sarebbe stato quello di «Passione».

## Distribuzione
Il film fu distribuito nel circuito cinematografico italiano alcuni mesi dopo la sua presentazione a Venezia, nel marzo del 1941.

## Accoglienza

### Critica
Michelangelo Antonioni, nelle pagine di Cinema del 25 settembre 1940: «La novella di Stendhal è una pagina alquanto romantica dedicata agli albori del Risorgimento. Ridotta da Cantini molto liberamente è più romantica ancora, avendo assunto un tono avventuroso e plateale. Tra le cose di Gallone, regista che i produttori vedono di buon occhio, per la sua sagacia e il fiuto commerciali, è questa una delle migliori poiché non manca di una certa organicità. Avendo in mente la frammentarietà di Giuseppe Verdi e Scipone l'Africano, il progresso è evidente. E progresso c'è pure in Alida Valli, impegnata in una parte non facile, che però la sua bellezza e la sua nervosa bravura sorreggono efficacemente»